# Pankofen
Pankofen ist ein Stadtteil von Plattling im niederbayerischen Landkreis Deggendorf. Bis 1978 bildete es eine selbständige Gemeinde und ist noch bis heute durch landwirtschaftliche Flächen vom Hauptgebiet Plattlings getrennt.

## Geschichte
Nahezu vollständige Ausgrabungen spätkeltischer Viereckschanzen auf 30.200 m² weisen auf eine frühe Besiedlung des Ortes hin. Die Schanze lag nicht isoliert in der Landschaft, sondern zeigte auch außerhalb Siedlungsspuren. Sie zählt zu den größten dieser Art im süddeutschen Verbreitungsgebiet. Zu den Grabungsfunden gehören drei holzverschalte Brunnen, die sich dendrochronologisch ins 2. und frühe 1. Jh. v. Chr. datieren ließen. Zudem fanden sich relativ wenig Tierknochen, darin ein hoher Anteil von Pferdeknochen, vergleichbar mit Fundstätten in Fellbach-Schmiden und Gournay-sur-Aronde.
Ca. 600 n. Chr. wurde der bajuwarische Ort von „behausten Knechten“ bewohnt. Darauf weisen weitere archäologische Funde hin.
Herzöglicher Einfluss und Besitz sind im Deggendorfer Umfeld für das 8. Jahrhundert in größerem Umfang überliefert, ohne dass dies für Pankofen zu konkretisieren wäre. Wahrscheinlicher ist, dass es sich bei Pankofen und verschiedenen Orten der Umgebung um kolonisatorische Ausbauorte des 766 gegründeten Benediktiner-Klosters Metten handelt. Die noch freifließende Donau war damals eine nur schwer zu überschreitende Grenze. Durch das Wald- und Sumpfgebiet führte kein einziger befestigter Weg. Der bayerische Herzog Tassilo III. aus dem Geschlecht der Agilolfinger wollte das Grenzland zu Böhmen hin besiedeln und kultivieren. Benediktiner der Abtei Metten sollten dafür sorgen, dass mit Hilfe der Landbevölkerung Rodung und Besiedelung möglich wurde.
Nach 1300 wird erstmals das Geschlecht der 'Pankofer' im herzöglichen Steuerbuch genannt, deren Ahnen in Salzburg Salzhandel betrieben. In Pankofen und Umgebung (Eisendorf, Scheidham) besaß die Familie mehrere Höfe. Im 14. Jahrhundert wurde den Pankofer die Burg Rindberg (bei Edenstetten) übereignet, die 1398 an das Kloster Metten ging.
Im 15. Jahrhundert saß in Pankofen, das zum Gericht Natternberg gehörte, das Adelsgeschlecht der Ampfinger. Pankofen bildete ab 1474 eine Obmannschaft, zu der außer Pankofen noch Mainkofen gehörte.
Ab dem 16. Jahrhundert erscheinen in den Aufzeichnungen auch einschichtige Güter (d. h. Güter, die im Gerichtsbezirk lagen, aber von einem anderen Gerichtsherren „betreut“ wurden) der Hofmark Moos.
1752 werden im zuständigen Landgericht Natternberg zu den Pankoferschen Grundherrschaften die Landsherren Natterberg und Stefanposching (Kastenamt), die ehemals Deggendorfer und heute Graflinger Kirche St. Ulrich, das Irlbach Beneficium, die Grafen Preysing auf Moos und Armannsberg zu Egg, die Stadt Deggendorf, aber auch Freieigene aufgelistet. Für Pankofen werden neben Bauern und Häuslbesitzern (va. in den Hofmarken) für die Jahre 1752/60 folgende Gewerbe genannt: 2 Fischer, 2 Schuhmacher, 1 Wirt, 1 Weber und 1 Schuster. Auffallend selten ist im ganzen Gerichtsbereich Natternberg der Müllerberuf vertreten. Die seit 2007 stillgelegte „Pankofer-Mühle“ wurde 1845 als 'Reisingermühle' mit dem Bau des Plattlinger Mühlbach gegründet.
1807 werden im Dorf ein Wirtshaus und ein Schmied genannt. 1808 wurde der Steuerdistrikt Pankofen gebildet, der die ehemaligen Obmannschaften Pankofen, Enzkofen, Ringkofen, Schiltorn und Höhenrain sowie den Pfarrhof Plattling umfasste.
Für das Jahr 1818 werden für die Ruralgemeinde Pankofen 5 Dörfer, 0 Weiler, 1 Einöde und 81 Familien verzeichnet.
Die Gemeinde Pankofen entstand 1821 aus den Steuerdistrikten Pankofen und Fischerdorf, aber ohne Fischerdorf selbst. Damit kamen zur Gemeinde Pankofen noch die Ortsteile Rohr, Scheuer, Holzschwaig und Singerhof dazu. 1832 werden für Dorf und Pfarrei (Parochialort) 30 Häuser und 190 Einwohner gezählt. Der Pfarrhof Plattling wurde im Rahmen einer Gebietserweiterung des Marktes Plattling erst am 22. Februar 1879 aus der Gemeinde Pankofen ausgegliedert.
Nach einem Streit um das Gebiet der neuen Zuckerfabrik wurde der Pankofener Ortsteil Enzkofen mit Wirkung vom 1. April 1963 in die Stadt Plattling eingegliedert. Im Zuge der Gemeindegebietsreform wurde die Gemeinde Pankofen am 1. Mai 1978 in die Stadt Plattling integriert.
Pankofen besitzt den Eisenbahnhaltepunkt Pankofen-Bahnhof, der an der eingleisigen Bahnstrecke Plattling-Bayerisch Eisenstein liegt. Der Ortsteil Pankofen-Bahnhof ist seit den 1980er Jahren von Pankofen durch die Autobahn A92 (München-Deggendorf) getrennt.

### Ortsname
Die erste Nennung Pankofens selbst fällt erst in die zweite Hälfte des 13. Jahrhunderts. In frühen Landkarten wird auch Bangkofen und Pangkofen als Ortsname genannt. Die Herkunft des Ortsnamens ist nicht endgültig geklärt. Es gibt Überlegungen, wonach der vordere Namensteil „Pan-“ auf das bayerische Wort „boa(n)“ (Bein, Knochen) zurückgeht. Dies könnte mit der jüngeren Entdeckung eines Gräberfeldes übereinstimmen. Auf Grund der errosiven Hanglage traten Gebeine in der Vergangenheit auch ohne Grabungen an die Oberfläche. Das bayerische Wörterbuch übersetzt den ursprünglich genannten Namensteil 'Bang-' mit „die Angst, die Besorgniß“.
Die Endung „-kofen“ (aus der Endung -hofen entstanden) geht auf die Bezeichnung von durch Rodung gewonnene Dauersiedlungsareale zurück, aus denen später oft Orte mit „-ing“-Endungen (z. B. Plattling) hervorgingen. Besonders um die Ortschaften Michaelsbuch und Altenbuch treten viele kofen-Namen (neben -hofen) auf: Mattenkofen, Peinkofen, Makofen, (Putzenhofen), Uttenkofen, (Uttenhofen), Rinkofen, Mainkofen, Enzkofen und Pankofen. Michaelsbuch gehörte zum Besitz des katholischen geistlichen Gamelbert, dem Stifter des Klosters Metten. Ein weiteres Indiz für die Annahme, dass es sich bei den Orten auf -kofen (-hofen) um kolonisatorische Erschließungsorte des Klosters Metten handelt. Der in Bayern verbreitete Familienname Pankofer hat hier seinen Ursprung.

### Gräberfeld
Das Gräberfeld Pankofen–West ist eine archäologische Fundstelle im Gewerbegebiet Pankofen–West. Es ist etwa 40.000 Quadratmeter groß. 2009 wurden in dem für Archäologen sehr ergiebigen Gebiet mehrere Skelette gefunden. Es wird vermutet, dass es sich hierbei um die ersten „echten“ Pankofener handelt. Die meisten Funde stammen aus dem frühen Mittelalter (600 bis 800 n. Chr.), aber auch aus der La-Tène-Kultur, der Zeit ab dem 5. Jahrhundert v. Chr. Darüber hinaus sind noch weitere Areale in und um Pankofen als, zum Teil noch unerforschte Bodendenkmäler mit „vor- und frühgeschichtlicher Zeitstellung“ beim Bayerischen Landesamt für Denkmalpflege gelistet.

#### Entdeckung
1981 wurde die Keltenschanze, die bis auf geringe Reste völlig verebnet war, während eines Fluges von Luftbildarcheologen Otto Braasch entdeckt und photographiert. 1993 wurde die Anlage mit den Cäsium-Magnetometer vermessen, was als Arbeitsgrundlage für die Ausgrabung im Jahre 1994 diente. Da zudem bekannt war, dass die Fläche schon im frühen Mittelalter Handwerker beherbergte, ließ die Kreisarchäologie das Gebiet vor der Erschließung als Gewerbegebiet untersuchen. 9.200 Quadratmeter ist das Untersuchungsgebiet groß, acht Wochen waren für die Ausgrabungen anfangs veranschlagt, was bei weitem nicht ausreichte. Die Ausgrabungskarte verzeichnet 850 Fundstellen, darunter 15 Brunnen, 5 frühmittelalterliche Öfen und 23 Gräber.

#### Gebäude, Brunnen und Öfen
Die Funde lassen eine Handwerkersiedlung erkennen. Es gibt Überlegungen, wonach die Siedlung wegen der Feuerstellen etwas abseits der Pankofener Siedlung eingerichtet wurde. Wie die Gebäude auf diesem Gelände standen, kann nicht mehr festgestellt werden. Dafür gibt es zu viele Pfostenlöcher, so dass sich keine Hausgrundrisse rekonstruieren ließen. Offensichtlich wurde das Gebiet immer wieder umgebaut. Hinzu kommt, dass sich durch die leichte Hanglage und Erosion Fundstücke immer weiter nach Süden verschoben hatten. Die Fundstücke werden vom achten bis zum zwölften Jahrhundert datiert.
Die mit 15 Exemplaren zunächst recht hoch wirkende Brunnendichte relativiert sich, wenn man berücksichtigt, dass die Nutzungszeit der Siedlung sich auf rund drei Jahrhunderte verteilt. So ist rechnerisch von allenfalls fünf in einem Jahrhundert errichteten Brunnen auszugehen. Die Brunnen gewährleisteten die konstante Versorgung der Siedlung mit sauberem Frischwasser, während Oberflächenwasser in unmittelbarer Nähe wohl nicht zu erreichen war. Auch der Aufwand zur Errichtung der Brunnen stellte die frühgeschichtlichen Siedler angesichts des hohen Grundwasserstandes nicht vor unüberwindbare Aufgaben. Die verwendeten Hölzer und die beobachteten Bauformen entsprechen den bekannten Brunnen des ausgehenden frühen und beginnenden hohen Mittelalters. Jeweils eine Woche dauerte die Sicherung eines Brunnens. Einer der Brunnen sollte erhalten werden.
Die Funktion der Öfen kann nicht sicher interpretiert werden. Neben verschiedenen denkbaren Einsatzmöglichkeiten im Siedlungszusammenhang ist in Anbetracht der gefundenen Eisenschlacken eine Nutzung im Arbeitsumfeld der Eisenverarbeitung und des Schmiedewesens denkbar. Möglich wären hierbei u. a. an Ausheizherde, Schmiedeöfen, Essen usw.

#### Leichenfunde
Es handelt sich um insgesamt 23 Körperbestattungen, die zu drei Gruppen zusammengefasst werden können. Vor allem die Bestattungen im Zentrum und im Westen lagen sehr nahe an der Oberfläche und konnten von Pflügen erreicht werden, so dass hier auch mit einigen Verlusten von Gräbern zu rechnen ist. Bei einigen Langknochen und Schädeln waren die Beschädigungen durch den Pflug gut zu erkennen. Es handelt sich durchweg um West–Ost orientierte Gräber, wobei die Toten nach frühmittelalterlichem Muster in gestreckter Rückenlage mit dem Schädel im Westen begraben wurden. Freigelegt wurden elf Kinderbestattungen, davon fünf Kleinkinder sowie zwölf Erwachsenengräber. Bei einigen Gräbern ließen sich Reste von Holzsärgen feststellen. Die Gräber waren mit einer Ausnahme beigabenlos. Störungen vor allem im Brust- und Beckenbereich mit verlagerten und verworfenen Knochen können aber auf Grabräuber hindeuten. Das einzige mit Beigaben ausgestattete Grab war im Bereich des Schädels ebenfalls schon vom Pflug gestört. An Beigaben konnten mehrere unklare Eisenfragmente, ein kleines Eisenmesser unter dem linken Oberschenkel, eine einfache Gürtelschnalle aus Eisen, 22 Perlen aus Ton und Glas im Bereich des Schädels, sowie zwei einfache drahtförmige silberne Ohrringe geborgen werden. Das Grab datiert in die Zeit um oder nach 700. Der größte bisher gefundene Tote maß 1,87 Meter. Die Leichenfunde sollen auf Dauer in München gelagert werden. Unklar bleibt, warum es in der Nähe der Handwerkersiedlung so viele Gräber gab, schließlich hatte die Siedlung Pankofen einen eigenen Friedhof.
Trotz aller Einschränkungen durch Erosion und Pflugschäden kann von einem überraschend vielseitigen Fund am Ortsrand von Pankofen gesprochen werden. So war zuvor eher ein vorgeschichtlicher Siedlungsbefund in der sehr typischen Lage an der Terrassenkante vermutet worden, der die Vorzüge einer ökologischen Nahtstelle mit hoch fruchtbarem Ackerland auf der Terrasse und vielfältig nutzbaren Niederterrassen- und Auenflächen verbindet. Gleiches gilt natürlich auch für die Siedlungen des frühen Mittelalters, die der vorgeschichtlichen Landschaftsnutzung im Wesentlichen folgten. Zeittypisch waren die großflächigen Siedlungsareale bei langer Laufzeit, die im vorliegenden Fall vermutlich auf längerer Nutzung von mehreren Einzelgehöften basiert. Dies gilt auch für die nachgewiesene Herstellung bzw. Verarbeitung von Eisen oder die Errichtung von Brunnen.
Undeutlich bleibt das Verhältnis des Gräberfeldes zur heutigen Ortschaft Pankofen. Abgesehen von der Tatsache, dass bereits ein Teil der Siedlung durch die nach Osten anschließende moderne Wohnbebauung zerstört sein dürfte, ist nicht zu entscheiden, ob es sich bei dem freigelegten Befund um den Vorläufer des heutigen Pankofen oder um eine namenlose Wüstung handelt.

### Einwohnerentwicklung
| Jahr                                                      | 1835 | 1840 | 1852 | 1860 | 1861 | 1867 | 1871 | 1875 | 1885     | 1900    | 1925    | 1950    | 1961    | 1970 | 1987 |
| --------------------------------------------------------- | ---- | ---- | ---- | ---- | ---- | ---- | ---- | ---- | -------- | ------- | ------- | ------- | ------- | ---- | ---- |
| Einwohner der Gemeinde Pankofen                           |      | 597  | 594  |      | 588  | 599  | 634  | 687  | 705      | 826     | 828     | 2522    | 834     | 874  |      |
| Fläche der Gemeinde Pankofen in Quadratkilometern         |      |      |      |      |      |      |      |      | 18,21321 | 18,2151 | 17,8513 | 17,8689 | 16,7835 |      |      |
| Bevölkerungsdichte der Gemeinde Pankofen in Einwohner/km² |      |      |      |      |      |      |      |      | 38,708   | 45,347  | 46,383  | 141,278 | 49,692  |      |      |
| Einwohner Ort Pankofen                                    | 164  |      |      | 161  | 181  |      | 204  | 190  | 216      | 171     | 268     | 1471    | 394     | 403  | 405  |
| Wohngebäude Ort Pankofen                                  | 28   |      |      | 29   |      |      |      |      |          | 31      | 33      | 55      | 67      |      | 110  |

## Sehenswürdigkeiten
- Filialkirche zur Hl. Familie. Der neugotische Saalbau mit Dachreiter wurde 1882 von Lorenz Heimerl erbaut und ist als Baudenkmal beim Bayerischen Landesamt für Denkmalpflege gelistet.

## Bildung und Erziehung
- Kindergarten Pankofen (Städtischer Kindergarten)

## Vereine
- Betriebssportgemeinschaft Autobahnmeisterei Pankofen
- Freiwillige Feuerwehr Pankofen e. V.
- Krieger- und Soldatenkameradschaft Pankofen
- Schützenverein Hauser-Moos Pankofen
- Sportverein Pankofen von 1929 e. V.
- Stockschützen – SV Pankofen

## Persönlichkeiten
- Georg Häring (Härring), (1833–1910), Wirt, Ökonomiebesitzer und Landrat[40], Mitglied des bayerischen Landtages 1870–1871[41]
- Georg Häring, Preisträger der Josef-Schlicht-Medaille 1978 für Pflege der bayerischen Heimat, der Kultur und des Brauchtums
- Peter Kellnberger (1921–1982), Lehrer, Autor und Künstler, ist gebürtig aus Pankofen.